# Richard Panek
Richard Panek amerikai népszerű tudományos író, rovatvezető és újságíró, aki az űr, az univerzum és a gravitáció témáira specializálódott. Számos könyvet publikált, és cikkeket írt számos hírügynökségnek és tudományos szervezetnek, köztük a Scientific American, a WIRED, a New Scientist és a Discover számára.

## Iskolái és pályafutása
A chicagói születésű Panek a Northwestern Egyetem Medill School of Journalism újságírói iskoláján szerzett újságírásból Bachelor fokozatot, majd szépirodalmi mesterképzést az Iowai Egyetem Iowai Íróműhelyén (Iowa Writers' Workshop). Írói pályafutása a Chicago Tribune-hoz és a New York Times-hoz hasonló lapokban megjelent rövid szépirodalmi publikációival kezdődött. Ezt követően a Goddard College kari tanácsadója volt a mesterképzési kreatív írási programban, és kreatív írási órákat is tanított a Barnard College-ban. Emellett gyakori előadója a Johns Hopkins Egyetem írói szemináriumainak.
2003-ban Panek az Észak-Iowai Egyetemnek (University of Northern Iowa) adományozta első könyvének, a Waterloo Diamondsnak az anyagát, hogy legyen egy különleges gyűjtemény. Egyike volt a 2015-ös óriásvásznú „Robots” című film forgatókönyvíróinak.
Az utolsó szó a semmiről
Panek csatlakozott a The Last Word On Nothing néven ismert többszerzős bloghoz, miután Ann Finkbeiner meghívta közreműködőnek.

## Díjak és támogatások
A különböző újságokban megjelent korai novelláinak munkáiért Panek 1989-ben megkapta a Syndicated Fiction PEN-díját, aminek eredményeként a Kongresszusi Könyvtárban felolvasásokat tartott munkáiról. 2007-ben tudományos írási ösztöndíjat kapott a New York-i Művészeti Alapítványtól (New York Foundation for the Arts). 2008-ban ugyanerre további ösztöndíjat kapott, de a Guggenheim Alapítványtól, valamint az Antarktiszi Művészek és Írók Programtól (Antarctic Artists and Writers Program) kapott támogatást, amelyet a National Science Foundation ítélt oda. Az Amerikai Fizikai Intézet (American Institute of Physics) 2012-ben adományozta Paneknek a Tudományos Kommunikáció Újságírói Díját, miután megjelent a The 4 Percent Universe című könyve. A Goodreads Choice Awards 2013-as szépirodalmi díját Panek és társszerzője, Temple Grandin kapta The Autistic Brain című könyvükért.

## Bibliográfia
- (2019) The Trouble with Gravity: Solving the Mystery Beneath Our Feet. — HMH Books, ISBN 9780544568297
- ; Grandin, Temple (2013). The Autistic Brain: Thinking Across the Spectrum. — Houghton Mifflin Harcourt, ISBN 9780547636450
- (2011) The 4 Percent Universe: Dark Matter, Dark Energy, and the Race to Discover the Rest of Reality. — Houghton Mifflin Harcourt, ISBN 9780618982448
- (2004) The Invisible Century: Einstein, Freud, and the Search for Hidden Universes. — Viking Press, ISBN 9780143035527
- (1999) Seeing and Believing: How the Telescope Opened Our Eyes and Minds to the Heavens. — Penguin Books, ISBN 9780140280616
- (1995) Waterloo Diamonds: A Midwestern Town and Its Minor League Team. — St. Martin's Press, ISBN 9780312132095
- Richard Panek, "The Cosmic Surprise: Scientists discovered dark energy 25 years ago. They're still trying to figure out what it is", Scientific American(wd), vol. 329, no.5 (December 2023), pp. 62–71.

### Magyarul
- 4% univerzum (The 4 Percent Universe – Sötét anyag, sötét energia · versenyfutás a világegyetem felfedezéséért) – Scolar, Budapest, 2013 · fordította: Bujna Balázs · ISBN 9789632444178
- Mi a baj a gravitációval? A talpunk alatt lapuló rejtély megoldása (The Trouble With Gravity) · Scolar, Budapest, 2020 · fordította: Nattán Balázs · ISBN 9789635091591

## Külső hivatkozások
- Richard Panek honlapja

## Fordítás
- Ez a szócikk részben vagy egészben  a   Richard Panek című angol Wikipédia-szócikk fordításán alapul.  Az eredeti cikk szerkesztőit annak laptörténete sorolja fel. Ez a jelzés csupán a megfogalmazás eredetét és a szerzői jogokat jelzi, nem szolgál a cikkben szereplő információk forrásmegjelöléseként.